# Байдак, Ксаверий Михайлович
Ксаверий Михайлович Байдак (15 января 1906, д. Байдаки, Минская губерния, Российская империя — 20 октября 1982, Москва, СССР) — советский военачальник, генерал-майор (13.09.1944).

## Биография
Родился 15 января 1906 года в деревне Байдаки, ныне в Минском районе Минской области. Белорус.

### Военная служба

#### Межвоенные годы
10 августа 1928 года добровольно поступил в Объединенную Белорусскую военную школу им. ЦИК Белорусской ССР в городе Минск, где учился на одном курсе, а затем начинал службу в одной дивизии вместе с будущим командующим ВДВ Василием Маргеловым. После её окончания с июня 1931 года командовал стрелковым взводом и взводом полковой школы в 98-м стрелковом полку 33-й стрелковой дивизии БВО. Член ВКП(б) с 1931 года. В апреле 1933 года переведен командиром роты в 97-й стрелковый полк этой же дивизии. С декабря 1939 года служил в Могилевском пехотном училище командиром роты и начальником учебной части батальона курсантов.

#### Великая Отечественная война
В начале войны капитан Байдак в сентябре — октябре 1941 года прошел двухмесячный курс в Военной академии РККА им. М. В. Фрунзе. После его окончания был назначен начальником 1-го (оперативного) отделения штаба 13-й отдельной курсантской стрелковой бригады СКВО. В конце ноября бригада вошла в состав 56-й армии Южного фронта и участвовала в Ростовской наступательной операции, в освобождении городе Ростов-на-Дону. Она вела наступление в первом эшелоне армии на северо-западную окраину города, затем с боями продвигалась вплоть до реки Самбек. В апреле 1942 года была выведена в резерв Ставки и переброшена в МВО, а майор Байдак зачислен в распоряжение ГУК НКО. С мая исполнял должность начальника оперативного отделения штаба 1-й истребительной бригады, затем 1-й истребительной дивизии. С последней в июле убыл на Воронежский фронт и в составе 6-й армии участвовал в Воронежско-Ворошиловградской оборонительной операции. С ноября Байдак исполнял должность начальника штаба этой дивизии.
В январе 1943 года был назначен заместителем командира 206-й стрелковой дивизии. В апреле переведен на должность заместителя командира 232-й стрелковой дивизии 38-й армии, а с мая командовал 37-й отдельной стрелковой бригадой. В июне 1943 года на базе бригады была сформирована 204-я стрелковая дивизия, а полковник утвержден её командиром. С началом Курской битвы дивизия была переброшена на белгородское направление в район Обояни и, войдя в состав 6-й гвардейской армии Воронежского фронта, перешла в наступление. В тяжелых одиннадцатидневных боях противник был отброшен на 30 км в район Томаровка. С 25 июля дивизия выведена в резерв Ставки ВГК и переброшена на переформирование в район Тулы. Затем она была направлена на Калининский фронт, где завершила формирование в составе 20-й армии. В сентябре она вошла в 43-ю армию и участвовала в Духовщинско-Демидовской наступательной операции, в ноябре её части вели боевые действия на витебском направлении. 9 ноября, прорвав фронт на участке Чумаки — Зяти, дивизия углубилась в оборону противника на 15 км, в результате чего оказалась окруженной в районе Поддубье, но благодаря стойкости и мужеству личного состава сумела выйти из окружения. С 12 ноября по 1 декабря полковник Байдак находился в госпитале по ранению, затем вновь командовал 204-й стрелковой дивизией на 1-м Прибалтийском фронте. Летом и осенью 1944 года её части в составе 43-й и 51-й армий участвовали в Витебско-Оршанской, Шяуляйской, Рижской и Мемельской наступательных операциях, находясь в подчинении 1-го гвардейского и 60-го стрелковых корпусов. За прорыв Витебского укрепленного района противника в июне 1944 года и овладение городе Витебск ей было присвоено наименование «Витебская». В начале января 1945 года дивизия находилась в обороне на либавском направлении, затем перешла в наступление в северном направлении, форсировала реке Барта и захватила плацдарм на противоположном берегу и отбила все контратаки противника. С 23 февраля в составе 51-й армии 2-го Прибалтийского фронта она перешла в наступление в северо-западном направлении и, пройдя с боями 7,5 км, освободила более 12 населенных пунктов, в том числе сильно укрепленный узел сопротивления противника — м. Приекуле. Выйдя к реке Вартава, её части перешли к обороне. С 7 марта дивизия была выведена во второй эшелон, где находилась до конца войны.
За время войны комдив Байдак был один раз персонально упомянут в благодарственных в приказах Верховного Главнокомандующего.

#### Послевоенное время
После войны генерал-майор Байдак продолжал командовать этой дивизией (с августа 1945 г. — в МВО). С февраля 1946 года по апрель 1948 года находился на учёбе в Высшей военной академии им. К. Е. Ворошилова. После её окончания был назначен командиром 20-й отдельной стрелковой Пушкинской Краснознаменной бригады в городе Омск. С ноября 1952 года по апрель 1953 года состоял в распоряжении ГУК Советской армии, затем был назначен начальником военной кафедры Новочеркасского зооветеринарного института. 15 декабря 1955 года генерал-майор Байдак уволен в запас.
Умер 20 октября 1982 года, похоронен в Минске на Чижовском кладбище (участок 11/1 ряд 25 место 61).

## Награды
- орден Ленина (05.11.1954)[6]
- четыре ордена Красного Знамени (18.10.1943[7], 11.07.1944[8], 06.06.1945[9], 20.06.1949[6])
- два ордена Красной Звезды (28.08.1942[10], 21.02.1945[11][6])
  - медали в том числе:
  - «За победу над Германией в Великой Отечественной войне 1941—1945 гг.» (1945)
  - «Ветеран Вооружённых Сил СССР» (1976)
- знак «50 лет пребывания в КПСС»

Приказы (благодарности) Верховного Главнокомандующего в которых отмечен К. М. Байдак.
- За прорыв сильно укрепленной и развитой в глубину обороны Витебского укрепленного района немцев, южнее города Витебск, на участке протяжением 30 километров, продвижение в глубину за два дня наступательных боев до 25 километров и расширение прорыва до 80 километров по фронту. 24 июня 1944 года № 116.